# Zabłocie
Zabłocie [pronunciación en polaco: /zaˈbwɔt͡ɕe/] es un pueblo ubicado en el distrito administrativo de Gmina Widawa, dentro del condado de Łask, Voivodato de Łódź, en el centro de Polonia. Se encuentra a unos 7 kilómetros al suroeste de Widawa, a 28 kilómetros al suroeste de Łask, y a 60 kilómetros al suroeste de la capital regional Łódź .